# Hernando Tejada
Hernando Tejada Sáenz (Pereira, 1 de febrero de 1924-Cali, 1 de junio de 1998), conocido popularmente como 'Tejadita', fue un pintor y escultor colombiano, recordado principalmente por su escultura El Gato del Río, ubicado en la ciudad de Cali.

## Biografía
Su primera infancia la vivió en Manizales, junto con sus padres José Tejada e Ismenia Sáenz, y sus cuatro hermanos, entre quien se destaca también en el campo artístico su hermana Lucy Tejada, y menos reconocida, su hermana Teresita Tejada. En el año de 1937 su familia se muda a la ciudad de Cali donde entra a estudiar en el Instituto Departamental de Bellas Artes con el profesor Jesús María Espinosa y culmina sus estudios en la Escuela Nacional de Bellas Artes de Bogotá. Su sobrenombre de 'tejadita' hace alusión a su corta estatura (1.50 metros).
En el campo de la pintura, aprendió la técnica del fresco de su maestro Luis Ignacio Gómez Jaramillo, profesor de la Universidad Nacional de Bogotá. Dentro de su obra pictórica se destacan retratos de mujeres, en técnicas de óleo y témperas; labor que realizaba con gran habilidad, pero que al parecer no le satisfacía plenamente.
Después de incursionar en la pintura, el dibujo y el muralismo, Tejada se dedica al trabajo de la madera, elaborando unos títeres que marcaron su obra las siguientes décadas. Objetos tallados en madera donde se destaca su estilo picaresco y bohemio, catalogado como Barroquismo exuberante. Inició con Abigail la mujer atril (1968), una pieza escultórica que se destaca por el aspecto de la mujer, de formas pronunciadas y cumpliendo un rol de objeto, pues el atril reposa sobre sus pechos. Continuando con esa línea, Tejada esculpió una serie de mujeres-objeto o mujeres-mueble como Teresa la mujer mesa (1969), Sacramento la mujer asiento (1970), Isadora la lechuza mecedora (1971), Paula la mujer jaula (1974) y Estefanía la mujer telefonía (1975). Esta serie de esculturas exaltaba con picardía los atributos sexuales de la mujer, siendo sus genitales y senos parte principal de la composición. Las mujeres y los gatos fueron una temática recurrente en toda su obra.
Igualmente, desarrolló una serie de obras conocidas como Manglares (Manglar de la serpiente, Manglar del cangrejo, Manglar de la garza blanca, Manglar del pelícano, entre otras), cuyo trabajo fue llevado hasta Expo Lisboa 1998 en Portugal.
Su última obra en bronce, y la de mayor recordación es El Gato del Río, conocido también como El Gato de Tejada, una escultura de más de tres metros y de tres toneladas, ubicada a la ribera del Río Cali. Dicha obra fue un regalo del artista a la ciudad de Cali en un plan de embellecimiento de la zona. Fue inaugurada el 3 de julio de 1996, tan solo dos años antes del fallecimiento del artista en la misma ciudad.